# Exokomet

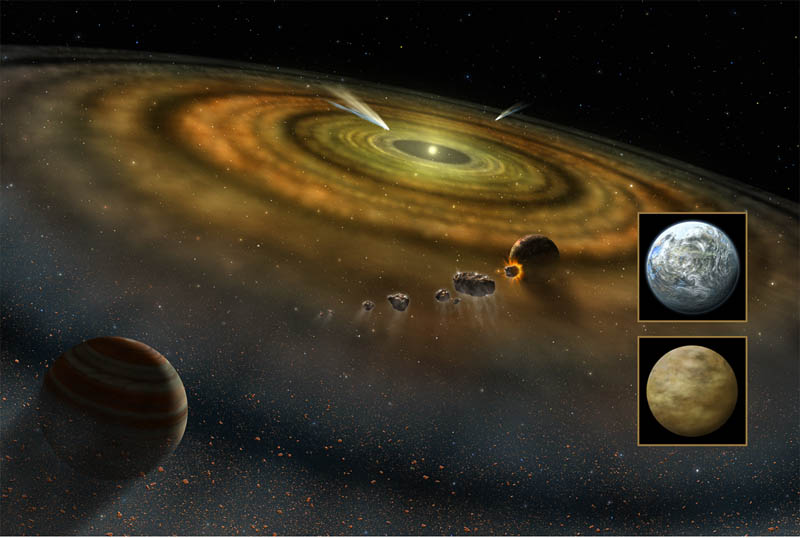
Konstnärs föreställning av exokometer och olika planetbildanden runt stjärnan Beta Pictoris

En exokomet eller extrasolär komet, är en komet utanför solsystemet, inklusive interstellära kometer och kometer runt andra stjärnor än solen. Den första exokometen upptäcktes 1987 runt stjärnan Beta Pictoris. Den 7 januari 2013 hade totalt 10 exokometer identifierats. De sex senaste av dem hade upptäckts av astronomerna med ett  2,1-meters-teleskop vid McDonald-observatoriet i Texas. Ljuslinjerna varierar från natt till natt, vilket antas bero på gasmoln från kometerna då de närmar sig sin stjärna, och därmed värms upp. Flera av kometerna har upptäckts runt yngre stjärnor.
Exokometer utgör en viktig del i förståendet av hur planeter bildas.
Ett gasmoln runt Ceti 49 anses ha bildats genom kollision av kometer.

### Fotnoter
1. 1 2 3  ”'Exocomets' Common Across Milky Way Galaxy”. Space.com. 7 januari 2013. Arkiverad från originalet den 16 september 2014. https://web.archive.org/web/20140916085824/http://www.space.com/19156-exocomets-alien-solar-systems.html. Läst 26 september 2014.
2. ↑  Beust, H.; Lagrange-Henri, A.M.; Vidal-Madjar, A.; Ferlet, R. (1990). ”The Beta Pictoris circumstellar disk. X - Numerical simulations of infalling evaporating bodies”. Astronomy and Astrophysics 236:  sid. 202-216. ISSN 0004-6361).
3. 1 2 3 4  Sanders, Robert (7 januari 2013). ”Exocomets may be as common as exoplanets”. University of California, Berkeley. Arkiverad från originalet den 14 januari 2013. https://web.archive.org/web/20130114162740/http://newscenter.berkeley.edu/2013/01/07/exocomets-may-be-as-common-as-exoplanets/. Läst 26 september 2014.
4. ↑  Zuckerman, B.; Song, Inseok (2012). ”A 40 Myr Old Gaseous Circumstellar Disk at 49 Ceti: Massive CO-Rich Comet Clouds at Young A-Type Stars”. The Astrophysical Journal. doi:10.1088/0004-637X/758/2/77. https://arxiv.org/abs/1207.1747v2.